# TED (krant)
TED is de eerste gratis jongerenkrant in Nederland en is in januari 2006 opgestart door een idee van Friso Jiskoot. De krant, gericht op jongeren vanaf 16 jaar, verschijnt elke donderdag in een oplage van 150.000 exemplaren. TED wordt uitgedeeld rondom middelbare scholen en OV-knooppunten.
De krant wordt geschreven door een jonge redactie. Het bestaat uit entertainment, maar ook voor een groot gedeelte uit serieuze zaken die die week in het nieuws zijn geweest. Hoofdredacteur is Mark Mackintosh.
Jongeren worden intensief betrokken bij de productie en verspreiding van de krant en de site. TED heeft een internationaal netwerk van correspondenten en heeft daarnaast jongeren, verspreid over heel Nederland, aangesteld om wekelijks content in de vorm van tekst, beeld en video aan te leveren.
Jiskoot heeft de krant eerst een maand proef laten draaien in Amsterdam en toen dit goed liep is de TED voor heel Nederland gemaakt. Vanaf februari 2006 werd de jongerenkrant door heel Nederland verspreid door "ambassadeurs", scholieren die ook ingezet kunnen worden voor sampling-acties. Deze krijgen een tas, een telefoon en elke week vijf euro beltegoed als ze ervoor zorgen dat de krant verdeeld wordt over de scholen.
Volgens dit principe werkt TED nog steeds en is de krant op steeds meer plekken in Nederland te vinden. Ook HBO- en MBO-scholen, stations en zelfs de studio's van MTV Networks liggen in het bereik van de jongerenkrant.
1 januari 2008 is de uitgave van TED gestopt omdat het blad verliesgevend was. Als internetmagazine bestaat TED nog wel.